# Росбург (Вашингтон)
Росбург (англ. Rosburg) — переписна місцевість (CDP) в США, в окрузі Вакаєкум штату Вашингтон. Населення — 340 осіб (2020).

## Географія
Росбург розташований за координатами 46°18′29″ пн. ш. 123°38′36″ зх. д. / 46.30806° пн. ш. 123.64333° зх. д. (46.308141, -123.643445).  За даними Бюро перепису населення США в 2010 році переписна місцевість мала площу 60,07 км², з яких 59,35 км² — суходіл та 0,72 км² — водойми.

## Демографія
Згідно з переписом 2010 року, у переписній місцевості мешкало 317 осіб у 147 домогосподарствах у складі 91 родини. Густота населення становила 5 осіб/км².  Було 182 помешкання (3/км²).
Расовий склад населення:
| - 95,9 % — білих - 1,6 % — азіатів - 0,9 % — корінних американців |

До двох чи більше рас належало 0,9 %. Частка іспаномовних становила 2,5 % від усіх жителів.
За віковим діапазоном населення розподілялося таким чином: 17,0 % — особи молодші 18 років, 59,0 % — особи у віці 18—64 років, 24,0 % — особи у віці 65 років та старші. Медіана віку мешканця становила 51,3 року. На 100 осіб жіночої статі у переписній місцевості припадало 104,5 чоловіків;  на 100 жінок у віці від 18 років та старших — 108,7 чоловіків також старших 18 років.
Середній дохід на одне домашнє господарство  становив 52 521 долар США (медіана — 46 250), а середній дохід на одну сім'ю — 55 000 доларів (медіана — 51 607). За межею бідності перебувало 20,0 % осіб, у тому числі 42,7 % дітей у віці до 18 років та 7,5 % осіб у віці 65 років та старших.
Цивільне працевлаштоване населення становило 128 осіб. Основні галузі зайнятості: освіта, охорона здоров'я та соціальна допомога — 40,6 %, публічна адміністрація — 15,6 %, мистецтво, розваги та відпочинок — 10,9 %, транспорт — 8,6 %.